# Martin Putze
Martin Putze (Apolda, RDA, 14 de enero de 1985) es un deportista alemán que compitió en bobsleigh en las modalidades doble y cuádruple.
Participó en tres Juegos Olímpicos de Invierno, obteniendo dos medallas en la prueba cuádruple, oro en Turín 2006 (junto con André Lange, René Hoppe y Kevin Kuske) y plata en Vancouver 2010 (con André Lange, Alexander Rödiger y Kevin Kuske), y el cuarto lugar en Sochi 2014, en la misma prueba.
Ganó seis medallas en el Campeonato Mundial de Bobsleigh entre los años 2005 y 2013, y diez medallas en el Campeonato Europeo de Bobsleigh entre los años 2005 y 2016.

## Palmarés internacional
| Juegos Olímpicos   | Juegos Olímpicos             | Juegos Olímpicos  | Juegos Olímpicos |
| Año                | Lugar                        | Medalla           | Prueba           |
| ------------------ | ---------------------------- | ----------------- | ---------------- |
| 2006               | Turín (Italia)               | Medalla de oro    | Cuádruple        |
| 2010               | Vancouver (Canadá)           | Medalla de plata  | Cuádruple        |
| Campeonato Mundial |                              |                   |                  |
| Año                | Lugar                        | Medalla           | Prueba           |
| 2005               | Calgary (Canadá)             | Medalla de oro    | Cuádruple        |
| 2007               | Sankt Moritz (Suiza)         | Medalla de bronce | Cuádruple        |
| 2008               | Altenberg (Alemania)         | Medalla de oro    | Cuádruple        |
| 2009               | Lake Placid (Estados Unidos) | Medalla de plata  | Cuádruple        |
| 2012               | Lake Placid (Estados Unidos) | Medalla de plata  | Cuádruple        |
| 2013               | Sankt Moritz (Suiza)         | Medalla de oro    | Cuádruple        |
| Campeonato Europeo |                              |                   |                  |
| Año                | Lugar                        | Medalla           | Prueba           |
| 2005               | Altenberg (Alemania)         | Medalla de oro    | Doble            |
| 2005               | Altenberg (Alemania)         | Medalla de plata  | Cuádruple        |
| 2006               | Sankt Moritz (Suiza)         | Medalla de plata  | Cuádruple        |
| 2007               | Cortina d'Ampezzo (Italia)   | Medalla de oro    | Cuádruple        |
| 2008               | Cesana (Italia)              | Medalla de bronce | Cuádruple        |
| 2009               | Sankt Moritz (Suiza)         | Medalla de oro    | Doble            |
| 2010               | Igls (Austria)               | Medalla de oro    | Cuádruple        |
| 2012               | Altenberg (Alemania)         | Medalla de oro    | Cuádruple        |
| 2013               | Igls (Austria)               | Medalla de oro    | Cuádruple        |
| 2016               | Sankt Moritz (Suiza)         | Medalla de oro    | Cuádruple        |